# Liste der Kulturgüter in Le Mouret
Die Liste der Kulturgüter in Le Mouret enthält alle Objekte in der Gemeinde Le Mouret im Kanton Freiburg, die gemäss der Haager Konvention zum Schutz von Kulturgut bei bewaffneten Konflikten, dem Bundesgesetz vom 20. Juni 2014 über den Schutz der Kulturgüter bei bewaffneten Konflikten sowie der Verordnung vom 29. Oktober 2014 über den Schutz der Kulturgüter bei bewaffneten Konflikten unter Schutz stehen.
Objekte der Kategorien A und B sind vollständig in der Liste enthalten, Objekte der Kategorie C fehlen zurzeit (Stand: 1. Januar 2023).

## Kulturgüter
| Foto |                                                                                                  | Objekt | Kat. | Typ | Standort                                           | Beschreibung |
| ---- | ------------------------------------------------------------------------------------------------ | --- | ---- | --- | -------------------------------------------------- | --- |
| ja   | Datei hochladen · Wikidata zu Altes Pfarrhaus (Q24573324)                                        | Altes Pfarrhaus / Ancienne Cure KGS-Nr.: 02277                                                              | A    | G   | Praroman, Route de l’Église 72 580096 / 177829     | |
| ja   | Datei hochladen · Wikidata zu Bauernhaus (Q24573295)                                             | Bauernhaus / Ferme KGS-Nr.: 09992                                                                           | A    | G   | Praroman, Route de l’Église 57 579952 / 177806     | |
| ja   | Datei hochladen · Wikidata zu Schloss La Grande Riedera (Q2241985)                               | Schloss La Grande-Riedera / Château de la Grande-Riedera KGS-Nr.: 02027                                     | B    | G   | Essert, Riedera 8–10 579219 / 175719               | Umfasst Herrenhaus, Kapelle Notre-Dame-de-l’Assomption, Backofen, Getreidespeicher, Ställe und Unterkünfte der Bauern |
| ja   | Datei hochladen · Wikidata zu Herrenhaus Kaemmerling-Python (Q29696097)                          | Herrenhaus Kaemmerling-Python / Manoir Kaemmerling-Python KGS-Nr.: 02243                                    | B    | G   | Montévraz, Route des Pierrettes 94 579860 / 174800 | |
| ja   | Datei hochladen · Wikidata zu Kapelle Sainte-Anne (Q29695865)                                    | Kapelle Sainte-Anne / Chapelle Sainte-Anne KGS-Nr.: 13237                                                   | B    | G   | Essert, Route d’Essert 41 579043 / 176349          | |
| ja   | Datei hochladen · Wikidata zu Bauernhaus Bertschy (Q29696002)                                    | Bauernhaus Bertschy / Ferme Bertschy KGS-Nr.: 13238                                                         | B    | G   | Essert, Route d’Essert 24 579312 / 176591          | |
| BW   | Datei hochladen · Wikidata zu Bauernhaus der Gebrüder Schorderet (Q29696016)                     | Bauernhaus der Gebrüder Schorderet / Ferme des frères Schorderet KGS-Nr.: 13239                             | B    | G   | Montévraz, Route de Montemblou 23 579966 / 176342  | |
| ja   | Datei hochladen · Wikidata zu Herrenhaus Gottrau bei Petite-Riedera (Q29696065)                  | Herrenhaus Gottrau bei Petite-Riedera / Manoir de Gottrau à la Petite-Riedera KGS-Nr.: 13240                | B    | G   | Montévraz, Chemin de la Riedera 20 579601 / 175671 | |
| ja   | Datei hochladen · Wikidata zu Herrenhaus Kaemmerling (Q29696082)                                 | Herrenhaus Kaemmerling / Manoir Kaemmerling KGS-Nr.: 13241                                                  | B    | G   | Montévraz, Route des Pierrettes 93 579882 / 174680 | |
| ja   | Datei hochladen · Wikidata zu Bauernhaus (Q29695933)                                             | Bauernhaus / Ferme KGS-Nr.: 13242                                                                           | B    | G   | Oberried, Route du Village 84 580650 / 176256      | |
| ja   | Datei hochladen · Wikidata zu Bauernhaus (Q29696034)                                             | Bauernhaus / Ferme KGS-Nr.: 13243                                                                           | B    | G   | Oberried, Route du Village 85 580669 / 176261      | |
| ja   | Datei hochladen · Wikidata zu Bauernhaus von Pierre Thoos (Q29695917)                            | Bauernhaus von Pierre Thoos / Ferme de Pierre Thoos KGS-Nr.: 13244                                          | B    | G   | Oberried, Route du Village 91 580717 / 176209      | |
| ja   | Datei hochladen · Wikidata zu Ehemalige Herberge de la Couronne und später Pfarrhaus (Q29695882) | Ehemalige Herberge La Couronne, später Pfarrhaus / Ancienne Auberge de la Couronne puis cure KGS-Nr.: 13245 | B    | G   | Praroman, Route de la Voos 4, 6 580116 / 177813    | |
| ja   | Datei hochladen · Wikidata zu Pfarrkirche Saint-Laurent (Q29695902)                              | Pfarrkirche Saint-Laurent / Église paroissiale Saint-Laurent KGS-Nr.: 13246                                 | B    | G   | Praroman, Place de l’Église 70 580076 / 177795     | |
| ja   | Datei hochladen · Wikidata zu Bauernhaus der Gebrüder Biolley (Q29695950)                        | Bauernhaus der Gebrüder Biolley / Ferme des frères Biolley KGS-Nr.: 13247                                   | B    | G   | Praroman, Crojetta 21 579595 / 178010              | |
| ja   | Datei hochladen · Wikidata zu Wohnung des Bauernhaus Kolly (Q29695966)                           | Wohnung des Bauernhaus Kolly / Logis de la ferme Kolly KGS-Nr.: 13248                                       | B    | G   | Praroman, Route de l’Église 80 580110 / 177880     | |
| ja   | Datei hochladen · Wikidata zu Bauernhaus (Q29695985)                                             | Bauernhaus / Ferme KGS-Nr.: 13249                                                                           | B    | G   | Praroman, Route de Thorin 16 580400 / 178194       | |
| ja   | Datei hochladen · Wikidata zu Wicht Haus, auch bekannt als Château de Praroman (Q29696049)       | Haus Wicht, genannt Schloss Praroman / Maison Wicht dite Château de Praroman KGS-Nr.: 13250                 | B    | G   | Praroman, Route de l’Église 73 580069 / 177858     | |